# После трёх уже поздно
«После трёх уже поздно» (яп. 幼稚園では遅すぎる Ё:тиэн-дэва ососугиру, В дошкольном возрасте уже поздно) — книга японского новатора в сфере раннего развития Масару Ибуки. Год написания — 1971. В 1977 году книга переведена на английский язык — Kindergarten is Too Late. В 1991 году был сделан русский перевод (М. и Н. Перовы) и книга получила название «После трёх уже поздно». В 2011 году была переиздана в новом оформлении.
Автор этой книги считает, что маленькие дети обладают способностью научиться чему угодно. Он размышляет об огромном влиянии на новорождённых окружающей среды и предлагает простые и понятные приемы обучения, способствующие раннему развитию ребёнка. По мнению автора, то, что взрослые осваивают с большим трудом, дети выучивают играючи. И главное в этом процессе — вовремя ввести новый опыт. Но распознать это «вовремя» может только тот, кто рядом с ребёнком изо дня в день. Книга адресована всем мамам и папам, которые хотят открыть перед своими маленькими детьми новые прекрасные возможности.
Несколько десятилетий назад теория Масару Ибуки перевернула традиционные представления о раннем развитии детей. Книга стала популярна во всем мире (её называют Book of the Century) и у неё появилось множество последователей. Основная идея заключается в том, что в течение первых трёх лет жизни у ребёнка самый высокий потенциал к обучению. Главное — не опоздать.
Книга не даёт четких практических инструментов, как заниматься развитием детей, но она отвечает на главный вопрос «Зачем?». Зачем нужно заниматься развитием детей до 3 лет и почему это так важно для их будущего.
Гленн До́ман во вступлении к английскому изданию книги охарактеризовал её так:
Эта книга — одна из самых важных книг, написанных когда-либо. Я думаю, её должны прочитать все живущие на Земле родители.
Книга «После трёх уже поздно» стала очень популярной и в России. Практически все центры раннего развития включают книгу в число рекомендованных к прочтению в первую очередь.

## Издания на русском языке
Инициатором переиздания 2011 года стала компания «Бэби-клуб». Дизайн и оформление книги выполнила Студия Артемия Лебедева.
Новая жизнь книги началась 1 декабря 2010 года и уже в середине декабря она заняла 1 место по продажам в рубрике Детская психология в книжных магазинах «Москва» и Ozon.ru.
В октябре 2012 года отправлен в печать сокращенный вариант книги — «Версия для занятых пап».
В 2013 году выпущена аудиоверсия книги, которую читает основатель Бэби-клуба Юрий Белонощенко.
В 2016 году общий тираж печатной версии книги превысил 200 000 экземпляров, а количество скачиваний полной бесплатной версии книги составило 375 956.

## Награды
В 2011 году новое издание книги победило в Книжной премии Рунета Архивная копия от 18 октября 2011 на Wayback Machine в двух номинациях: Выбор пользователей Рунета и Бестселлер на «Озоне».